# Гарасимівська сільська рада (Станично-Луганський район)
| Гарасимівська сільська рада — колишній орган місцевого самоврядування у Станично-Луганському районі Луганської області з адміністративним центром у с. Гарасимівка. Водоймища на території, підпорядкованій даній раді: річка Деркул. Сільській раді були підпорядковані населені пункти: - с. Гарасимівка |

## Склад ради
Рада складалася з 12 депутатів та голови.

### Керівний склад ради
| ПІБ                    | Основні відомості                                                                       | Дата обрання | Дата звільнення |
| ---------------------- | --------------------------------------------------------------------------------------- | ------------ | --------------- |
| Пєвнєва Олена Павлівна | Сільський голова, 1969 року народження, освіта, позапартійна                            | 26.03.2006   | 31.10.2010      |
| Пєвнєва Олена Шалвівна | Сільський голова, 1969 року народження, освіта середня спеціальна, член Партії регіонів | 31.10.2010   |                 |

Примітка: таблиця складена за даними джерела